# Love Ballade (ATSUSHIのアルバム)
『Love Ballade』（ラブ・バラード）は、EXILE ATSUSHIの通算3枚目のオリジナル・アルバムである。

## 概要
前作『Music』より9か月でのリリース。初回限定仕様（CD+Blu-rayおよびCD+DVD）、通常盤の合計3形態でのリリース。
本作は14種類の恋愛模様を描いた『バラード・アルバム』となっており、ソロ名義での初のウェディングソングで先行シングルの「Precious Love」や、2014年度赤十字運動広報TVCMソングの「Angel Heart」や第81回NHK全国学校音楽コンクール 中学校の部の課題曲「桜の季節」のほか、過去に発売された楽曲のアレンジ違いを含めた全14曲が収録された。
DVDには、「Precious Love」のアルバム・バージョンの他、6曲のミュージック・ビデオに加え、ボーナス・トラックとして「Precious Love」のシングル・バージョンのミュージック・ビデオが収録されている。
本作のアルバムを記念して、12月1日から12月7日の期間限定で、東急東横線1号車の女性専用車両が『Love Ballade』仕様に変更された。
発売初週の売上が8.1万枚を記録し、2014年12月15日付のオリコン週間アルバムランキングでソロ名義では初となる初登場1位を獲得した。

## 収録曲

### CD
1. MELROSE 〜愛さない約束〜-Acoustic Ver. - [5:04]
作詞 - ATSUSHI / 作曲 - MATS LIE SKARE・ON SMASH! / 編曲 - Masato Ishinari
3rdシングルのバージョン違い。打ち込み音が使用されず、生の楽器のみを使用したアコースティック・バージョンとなっている。
2. Real Valentine -Winter JAZZ Ver. - [5:52]
作詞 - Fang Wenshan / 日本語詞 - ATSUSHI / 作曲 - Jay Chou / 編曲 - Yuta Nakano
1stアルバム『Solo』中華圏限定特典CD収録曲及びEXILEの42ndシングルのカップリング曲のバージョン違い。ジャズ調にアレンジし直され、楽器も生音になっている。元々は周杰倫の楽曲「説了再見」を日本語でカバーした音源。
3. Living in the moment [4:44]
作詞 - ATSUSHI / 作曲 - Matthew Pittman, Arno Lucas / 編曲 - Matthew Pittman, Arno Lucas, Kenji Sano
3rdシングル「MELROSE 〜愛さない約束〜」のカップリング曲。
4. My "SHERO" [3:39]
作詞 - ATSUSHI / 作曲 - UTA, Atozzio / 編曲 - UTA
3rdシングル「MELROSE 〜愛さない約束〜」のカップリング曲。
5. First Christmas  / EXILE ATSUSHI feat. P-CHO (DOBERMAN INFINITY) [3:53]
作詞 - ATSUSHI, P-CHO, GS, KUBO-C, Tomogen / 作曲 - T.Kura, ATSUSHI, michico
6thシングル「Precious Love」のカップリング曲。
6. 二人の未来 [4:08]
作詞 - ATSUSHI / 作曲 - T-SK, SIRIUS, Fabrice Hadded
3rdシングル「MELROSE 〜愛さない約束〜」のカップリング曲。
7. Precious Love [5:58]
作詞・作曲 - ATSUSHI / 編曲 - Yuta Nakano
  - リクルート「ゼクシィ」2014年CMソング

6thシングル。
8. 桜の季節 [5:21]
作詞・作曲 - ATSUSHI, Tatsuro Mashiko / 編曲 - Yuta Nakano
  - NHK『みんなのうた』放送曲（2014年8月 - 9月）
  - 第81回NHK全国学校音楽コンクール 中学校の部 課題曲

アルバム発売の翌年の2月4日に7thシングルとしてシングル・カットされた[7]。
9. 道しるべ -Orchestra Ver. - [3:47]
作詞・作曲 - ATSUSHI / 編曲 - Yuta Nakano
4thシングルのバージョン違い。
10. HIKARI [5:37]
作詞 - ATSUSHI / 作曲 - Nao / 編曲 - Yuta Nakano
11. あなたを守るために… [4:49]
作詞 - ATSUSHI / 作曲・編曲 - Hitoshi Harukawa / ストリングスアレンジ - Hitoshi Harukawa, Daisuke Kadowaki
楽曲自体は3年前より存在していた。ミュージック・ビデオが制作されており、イタリア・ローマで撮影された[8]。
発売から2ヶ月後に、NTT都市開発「ウエリス」CMソングに起用された[9]。
12. Believe [4:13]
作詞 - ATSUSHI / 作曲・編曲 - Arno Lucas, Jerome Dufour
13. Angel Heart [5:23]
作詞 - ATSUSHI / 作曲・編曲 - Sean“PHEKOO”Phekoo
  - 2014年度赤十字運動広報TVCMタイアップソング
14. Precious Love -Piano Ver. - [5:55]
作詞・作曲 - ATSUSHI / 編曲 - Yuta Nakano
6thシングルのバージョン違い。ピアノ伴奏とボーカルで構成される。

### DVD
1. Precious Love -Album Ver.-
2. First Christmas / EXILE ATSUSHI feat. P-CHO （DOBERMAN INFINITY）
3. 桜の季節
4. あなたを守るために…
5. Believe
6. Angel Heart
7. 空の彼方へ 〜Endroll〜
8. Bonus Track: Precious Love -Single Ver.-

## 演奏
- 石成正人：Guitar (#1)
- 大神田智彦：Bass (#1.2)
- 坂井“Lambsy”秀彰：Percussion (#1)
- 天倉正敬：Drums (#1)
- 梶谷裕子ストリングス：Strings (#2.8.9)
- 中野雄太
  - Piano (#2.8.9.14)
  - Keyboards (#7)
- 濱崎麻里子：Flute (#2)
- 伊平友樹
  - Guitar (#2.7)
  - Acoustic Guitar (#10)
- 市原康：Drums (#2)
- Matthew Pittman, Arno Lucas：Chorus (#3)
- James Davis：Guitar (#3)
- Walter Jones：Bass (#3)
- Demiyon Hall：Drums (#3)
- ZETTON：Track Produce (#5)
- T-SK：Track Produce (#6)
- FUYU：Drums (#7.8)
- 高尾直樹、田中雪子：Chorus (#7.14)
- 野呂愛美：Chorus (#7.10.14)
- 秋月良太
  - Guitar (#8)
  - Electric Guitar (#10)
- 佐野健二：Bass (#8)
- 上条頌：Guitar (#11)
- 山口寛雄：Bass (#11)
- 白根佳尚：Drums (#11)
- Kaz Kato：Piano (#11)
- 門脇大輔ストリングス：Strings (#11)
- 木島ユタカ：Chorus (#11)
- Sean Phekoo：Piano, All Other Instruments Programming (#13)
- Patrick Pelissier：Piano (#13)